# Maman Bulldozer
Maman Bulldozer (Peeping Mom) est le dix-huitième épisode de la vingt-sixième saison de la série télévisée Les Simpson et le 570e épisode de la série. Il est sorti en première sur le réseau Fox le 19 avril 2015.

## Synopsis
Lorsque Bart est arrêté par le chef Wiggum, pour avoir été impliqué dans une affaire de bulldozer, il jure qu'il n y est pour rien mais Marge ne le croit pas et passe tout l'épisode à essayer de prouver sa culpabilité.
De son côté, Ned Flanders a acheté un nouveau chien et Homer est très vite le complice de cet animal, au détriment de son propre canidé.

## Réception
Lors de sa première diffusion l'épisode a attiré 3,23 millions de téléspectateurs.